# 尹家营满族乡
尹家营满族乡，是中华人民共和国河北省承德市隆化县下辖的一个乡镇级行政单位。

## 行政区划
尹家营满族乡下辖以下地区：
尹家营村、松树底村、麻地沟村、银山村、九屋营村、上京堂村、张家营村、上沟村、岔沟村、混铁沟村和西营村。